# Bill Cosby
William Henry Cosby, Jr (født 12. juli 1937 i Philadelphia, Pennsylvania, USA) er en amerikansk skuespiller, komiker, forfatter, musiker Han er først og fremmest kendt fra tv-serien The Cosby Show, der kørte fra 1984 til 1992.
Han er den første skuespiller med afrikansk oprindelse, som er blevet tildelt en Emmy-pris.[kilde mangler]

## Opvækst, bachelorstudium, og karriere
Han gik i 10. klasse tre gange, uden at fuldføre (10. klasse). I 1956 lod han sig hverve til USA's marine.
Han afbrød sine studier ved Temple University i 1963 uden at fuldføre for at arbejde som komiker.

## Tildeling af akademiske grader
I 1971 blev han tildelt en bachelorgrad fra Temple University for sin livserfaring; Han havde allerede tre Emmy-priser.
Han fik "Ph.D. in Education" i 1976 ved University of Massachusetts i Amherst. Den akademiske afhandling handler om "the impact" af hans tv-serie. Afhandlingen hedder "An Integration of the Visual Media via Fat Albert and the Cosby Kids into the Elementary School Curriculum as a Teaching Aid and Vehicle to Achieve Increased Learning".

## Voldtægtssag
De første anklager om voldtægt begået af Bill Cosby fremkom allerede i 2005, men de blev afvist. I 2014 og 2015 fremkom adskillige historier fra kvinder, der hævder at være blevet bedøvet med piller af Bill Cosby for senere at blive seksuelt udnyttet. Overgrebene er angiveligt sket over en længere periode fra 1960'erne og frem til 2004. Bill Cosby nægter anklagerne, men indrømmer indkøb af beroligende piller, som han har anvendt i forbindelse med sex. Bill Cosby blev kendt skyldig i tre tilfælde af seksuelt overgreb 26. april 2018.
25. september 2018 blev han idømt tre til 10 års fængsel. Efter en kort periode i Montgomery County Correctional Facility blev Cosby overført til statsfængslet SCI Phoenix i Skippack Township
Dommen blev 30. juni 2021 omstødt af Pennsylvanias højesteret på grund af procesfejl, og han blev løsladt fra fængslet.

## Familie
Cosby har siden 25. januar 1964 været gift med Camille Olivia Hanks.
Sammen fik de fem børn, Erika (f. 1965), Erinn (f. 1966), Ennis (1969-1997), Ensa (1973-2018) og Evin (f. 1976). Deres søn, Ennis, blev myrdet 16. januar 1997, mens han skiftede et fladt dæk på siden af Interstate 405 i Los Angeles. Cosbys datter Ensa døde af nyresygdom 23. februar 2018, mens hun afventede en nyretransplantation.